# TNA Reaction
TNA Reactie (gestileerd als "TNA ReACTION") was een professioneel worstel-gerichte documentaire-televisieprogramma van Total Nonstop Action Wrestling (TNA). Dit programma werd uitgezonden in de Verenigde Staten en Canada op Spike. Het werd voor het laatst opgenomen op 27 december 2010 en werd voor het laatst uitgezonden op 30 december 2010.